# Загориче (Болгария)
Загориче (болг. Загориче) — село в Болгарии. Находится в Шуменской области, входит в общину Каолиново. Население составляет 725 человек.

## Политическая ситуация
В местном кметстве Загориче, в состав которого входит Загориче, должность кмета (старосты) исполняет Бейхан Ибрахим Сали (Движение за права и свободы (ДПС)) по результатам выборов.
Кмет (мэр) общины Каолиново — Нида Намыков Ахмедов Движение за права и свободы (ДПС)) по результатам выборов.